# Nation
Pour les articles homonymes, voir Nation (homonymie).

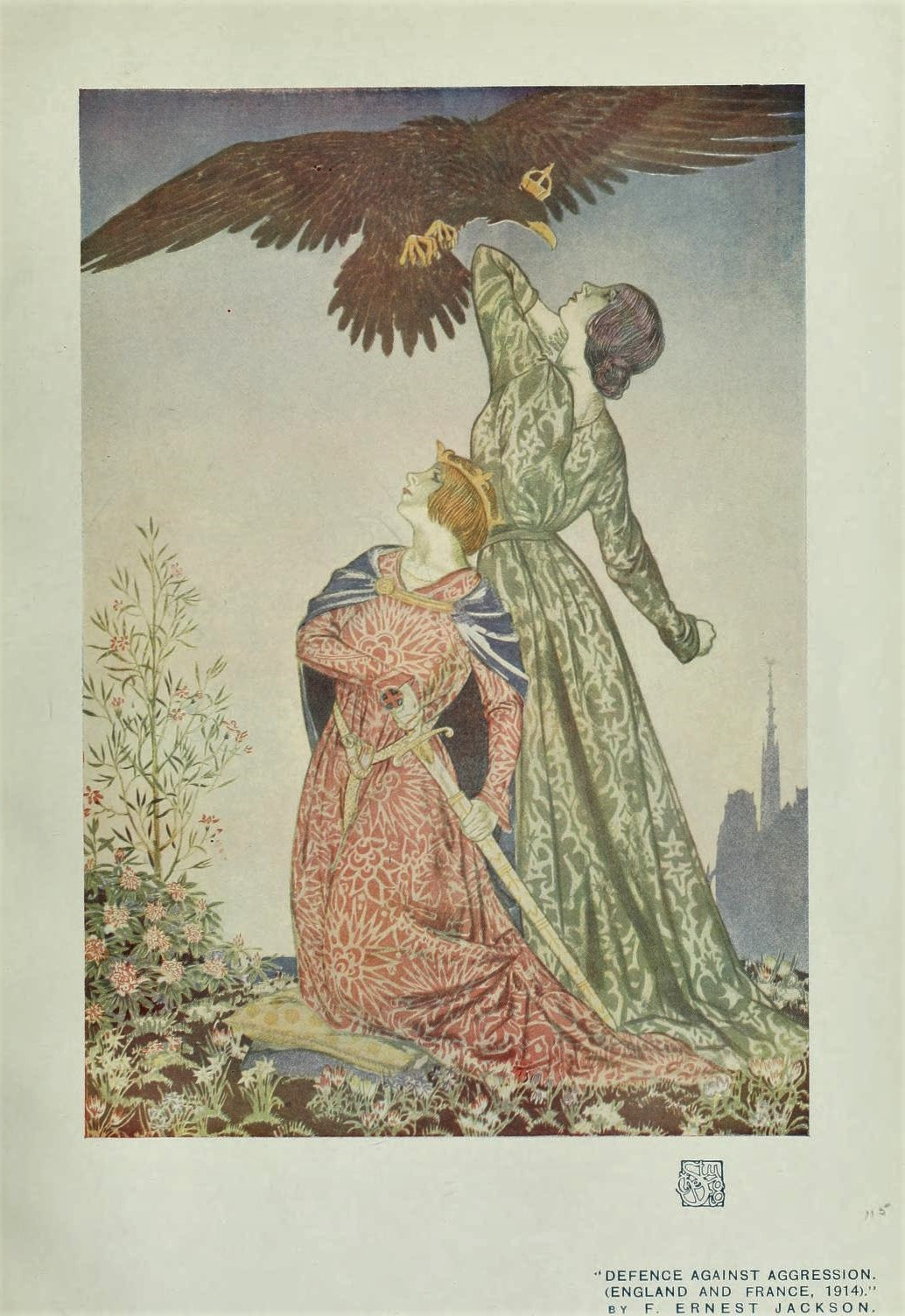
Gravure britannique représentant deux allégories des nations française et anglaise, en lutte contre une allégorie de l'Empire allemand, lequel est incarné par un aigle. Francis Ernest Jackson, Défense contre l'agression, 1917.

Le sens moderne de nation est assez proche de celui de peuple, mais ajoute souvent l'idée d'État (souhaité, autonome ou indépendant). En effet, un peuple peut se concevoir, ou non, en tant que nation, et, à ce titre, se doter, ou non, de la structure d'un État. On peut ainsi définir, dans une acception minimale, la nation « comme une communauté humaine qui se reconnaît des traits communs, culturels ou ethniques, au nom desquels elle veut constituer une entité politique souveraine. »
Ce terme n'est pas défini juridiquement, toutefois l'usage en politique internationale en fait un équivalent d'État souverain. Par exemple, la charte de l'ONU « fixe les droits et les obligations des États membres » et « le Préambule de la Charte des Nations unies exprime les idéaux et les buts communs de tous les peuples dont les gouvernements se sont réunis pour former l'Organisation des Nations unies ». Dans les faits, contrairement à la dénomination Nations unies, c'est le statut d’État qui est majoritairement reconnu et non de Nation qui permet l'accès à l’ONU. Une Nation sans représentant et sans constitution ne peut être assimilée à un État.

## Étymologie
Le mot « nation » vient du latin natio, qui dérive du verbe nascere « naître » (supin : natum). Le terme latin natio désigne les petits d'une même portée, et signifie aussi « groupe humain de la même origine ». Chez Cicéron, le terme natio est utilisé aussi pour désigner une « peuplade », un « peuple » ou une « partie d'un peuple ».

## Définitions

### Dans les dictionnaires
Pour le Nouveau dictionnaire universel des synonymes de la langue française de François Guizot (1822) : « un peuple est une multitude d'hommes, vivant dans le même pays et sous les mêmes lois. Une nation est une multitude d'hommes, ayant la même origine, vivant dans le même État et sous les mêmes lois. ». Deux notions différencient ainsi pour l'auteur la nation du peuple : l'État et l'origine.
Pour Le Petit Robert, une nation est « un groupe humain constituant une communauté politique, établie sur un territoire défini (…) et personnifiée par une autorité souveraine ».
Pour le Dictionnaire historique de la langue française, qui présente un long article : « La notion moderne de nation émerge véritablement au XVIIIe siècle: avec la Révolution, la nation devient une entité politique identique au tiers état (1789, Sieyès), au peuple révolutionnaire, et prend sa définition de personne juridique constituée par l'ensemble des individus composant l’État. »
Pour le Dictionnaire de la langue française, la nation est un « ensemble de personnes vivant sur un territoire commun, conscient de son unité (historique, culturelle, etc.) et constituant une entité politique ».
Pour le Dictionnaire Hachette, « la nation est une communauté humaine caractérisée par la conscience de son identité historique ou culturelle, et souvent par l'unité linguistique ou religieuse. » « C'est aussi une communauté, définie comme entité politique, réunie sur un territoire et organisée institutionnellement en État. »
Pour le Dictionnaire international du Fédéralisme, « la nation est une communauté d'histoire et de culture, tandis que l'État est un ensemble d'institutions publiques autonomes, jouissant d'un monopole de coercition et d'extraction à l'intérieur d'un territoire délimité. La nation est aussi une unité territoriale et juridique, mais ses caractéristiques premières sont culturelles et historiques. Nous pouvons définir la nation comme une communauté de mémoire et de mythes partagés, une culture commune, un lien d'origine historique, une unité économique, ainsi que des droits et des devoirs communs pour tous ses membres. »

### Politique
Au sens moderne du terme, « nation » a une signification à dominante politique. Le terme peut désigner un État (comme dans l'expression « Organisation des Nations unies ») ou un peuple ayant l'objectif politique de maintenir ou d'instituer un État, ou du moins de se constituer en structure politique autonome. Dans cette seconde signification, une nation est en pratique un peuple dont une partie au moins des membres a des prétentions nationalistes.
À titre d'illustration, les nationalistes bretons, juifs, corses, basques, flamands, kurdes, écossais, algériens, catalans ou québécois ont ainsi revendiqué un État pour leur population de référence, certains finissant par l'obtenir.
Par exemple, la Chambre des communes du Canada a voté, le 27 novembre 2006, à une majorité écrasante, en faveur d'une motion qui reconnait que « les Québécois forment une nation au sein d'un Canada uni »,,,,,,,,,,,,, cette démarche se voulant surtout symbolique. Au Canada anglais, les critiques ont fusé et beaucoup[Qui ?] craignaient que cela donne un nouvel élan aux souverainistes québécois.
Pour obtenir un État ou des droits spécifiques, les groupes se présentant comme une « nation » ont souvent tenté de définir la dite « nation », et donc de la légitimer, par des critères historiques.

### Sciences humaines
L'optique des sciences sociales amène à regarder de manière critique l'idée de nation. Le concept même de nation est arbitraire, et donc, la définition dépendra de l'émetteur de cette même définition. Les agents intéressés à en produire une définition arrêtée sont généralement les mêmes agents qui sont impliqués dans cette définition, c'est-à-dire les nationalistes eux-mêmes. Selon Hobsbawm, « la “nation” telle qu'elle est conçue par le nationalisme peut être reconnue à titre prospectif, alors que la nation réelle ne peut être reconnu qu'a posteriori ». Dans une position de type interprétatif, Benedict Anderson propose de parler de communauté politique imaginée. L'approche que choisit d'adopter Anderson défie alors le caractère objectif souvent attribué à l'idée de la nation. Cette communauté a des éléments géographiques avec des frontières plus ou moins variables, mais son élément principal réside dans les caractéristiques qui font que telles personnes sont incluses ou non : Max Weber et Christian Giordano parlent alors d'une « communauté partiellement ouverte vers l’extérieur parce qu’il est inacceptable [dans son imaginaire] que n’importe quel membre du genre humain en fasse partie ».
Il existe deux modèles principaux pour étudier le concept de la nation, conçus à partir des expériences nationales françaises et allemandes.
Le premier est issu de la philosophie allemande du début du XIXe siècle, défendu par exemple par Johann Gottlieb Fichte, selon lequel les membres d'une nation ont en commun des caractéristiques telles que la langue, la religion, la culture, l'histoire, voire les origines ethniques, tout cela les différenciant des membres des autres nations.
Le second, lié à la Révolution française, provient de la philosophie française du XVIIIe siècle et des Lumières et insiste par contre sur la volonté du « vivre ensemble », la nation étant alors le résultat d'un acte d'autodéfinition. C'est ainsi la vision d'Ernest Renan.
Le premier modèle est parfois nommé « objectif », et le deuxième, « subjectif ». Dès lors, certains préféreront faire la distinction entre nation civique et nation ethnique.
Les analyses actuelles des historiens français sont plutôt basées sur des études socio-historiques de la constitution du sentiment d'identité nationale, en essayant d'en cerner les différents mécanismes individuels et collectifs, conscients et inconscients, volontairement construits et involontaires. Il semble, à l'issue de certaines de ces études, que l'État y joue souvent un rôle moteur, que les communications, en particulier économiques, soient déterminantes.
Selon François Fontan, la nation repose sur des facteurs ethniques et linguistique, il note cependant une pluralité de définitions :
- La définition étatiste : elle se contente d'enregistrer et de valoriser les résultats de rapports de force momentanés, c'est-à-dire identifie la nation à l'état. Elle ne repose sur aucune base scientifique, mais seulement sur un fait de domination momentanée que ces conceptions là tendent à valoriser. Entre également dans cette définition la valorisation d'un état qui n'existe plus actuellement, mais qui a été autrefois, ce qui n'est bien sûr pas plus scientifique (par exemple, l'idée d'une nation Bretonne comprenant Rennes et Nantes, souvenir d'un ancien état breton)[30].
- La définition volontariste : c'est la définition de la philosophie libérale démocratique bourgeoise qui a été exprimée le mieux par Renan : c'est-à-dire, une nation c'est l'ensemble des gens qui veulent vivre ensemble. Cela serait vu comme illusoire dans la mesure où l'on prend la volonté des gens comme quelque chose de non déterminé par des causes objectives, précises, analysables. Les gens seraient animés de cette volonté de vivre ensemble. Fontan voit cette définition comme purement subjective et pré-scientifique[30].
- La définition ethniste : la nation serait l'ensemble des hommes parlant, ou ayant parlé une même langue, c'est-à-dire entre lesquels existe l'intercompréhension provenant de similitudes phonologiques, grammaticales et lexicales, comme le serbo-croate ou les langues tchécoslovaques[29],[31].

Pour François Fontan, certaines nations se retrouvent divisées :
« Il est évident que la Pologne a pu pendant des siècles avoir une économie féodale, puis être coupée en trois marchés "nationaux" pendant tout le XIXe siècle, et n'a cependant pas attendu 1918 pour former une des nations les plus vigoureuses d'Europe. 
Si l'ont mettait "unité de planification" au lieu de "marché national", il n'y aurait plus alors qu'une seule nation en U.R.S.S., tandis que l'Allemagne orientale et l'Azerbaidjan soviétique seraient des nations différentes de l'Allemagne occidentale et l'Azerbaidjan annexé à l'état persan.
Il existe des états nationaux et des états uniquement de classe. Un état est toujours l'expression des intérêts d'une ou de plusieurs classes d'une certaine nation. Mais il est également, ou n'est pas, l'expression de la conscience qu'à un peuple d'appartenir à une communauté culturelle et l'expression des intérêts de ce peuple vis-à-vis des autres peuples. Par exemple l'état luxembourgeois est simplement l'organe d'une fraction locale de la bourgeoisie allemande qui estime avoir intérêt à conserver un état particulier. Le Pakistan exprime uniquement les interets des grands propriétaires fonciers et d'une caste cléricale, conjugués avec ceux de la bourgeoisie impérialiste anglo-américaine.
L'état est le produit de rapports de force entre nations, entre classes. Même stable, comme le sont ou l'ont étaient la Suisse, l'Autriche-Hongrie, l'U.R.S.S., Monaco, l'Uruguay, l'état n'est pas un indice permanent de la nation. »
— François Fontan, Les principes de l'ethnisme par François Fontan.

### Droit
Le terme « nation » n'est pas défini juridiquement. La théorie classique du droit international ne reconnait comme sujet que l'État souverain. Si le terme est parfois utilisé, en Europe, en préambule d'actes de fonction constitutionnelle, telle la Constitution française du 4 octobre 1958, il ne joue aucun rôle juridique.
S'agissant de la France, la dénomination de la personne morale de droit public est « l’État français » — expression à ne pas confondre avec l'utilisation juridiquement confusionnelle qui en a été faite à la période dite du « Régime de Vichy » — : lorsqu'il s'agit par exemple de condamner « la France » à verser des indemnités, que ce soit en droit international ou en droit interne par exemple à un particulier, c'est l'expression « l'État français » que l'on trouve dans les décisions juridictionnelles.
Le peuple, dans l'organisation des pouvoirs c'est (en France) la notion qui désigne au nom de quoi la justice est rendue (« Au nom du peuple français ») ; le pouvoir juridictionnel ne s'exerce pas au nom de l'État personne morale, mais directement au nom de la collectivité de fait des individus qui en sont ressortissants.
La nation est au sens constitutionnel, en France, la notion juridique désignant au nom de quoi est exercé le pouvoir législatif — d'où la dénomination actuelle de l'Assemblée nationale, anciennement Chambre des députés. Car selon la perspective politique à la française, en tant que mise en œuvre à titre juridique notamment par la Constitution actuelle de la République française, la nation est un ensemble de citoyens détenant la puissance politique.

### Diversité de sens avant leXXesiècle
Dans les langues romanes, le terme nation est indigène et semble avoir été longtemps utilisé pour désigner le lieu de naissance, que ce soit un bourg ou un territoire plus étendu. On note aussi une utilisation pour désigner un groupe de personnes ayant une « souche commune » (nation peut prendre le sens actuel de corporation : la nation des étudiants ou de commerçants établis dans une ville, comme les Nations de Bruxelles regroupant les corps des métiers et négoces).
Le sens moderne liant une population et un État, sens courant en français depuis le début du XIXe siècle, n'est admis dans les langues européennes qu'au début du XXe siècle. D'une langue à l'autre, il y a toutefois une grande différence dans la chronologie des variations de sens et les sens divers admis simultanément.
Un dictionnaire néerlandais de 1913 souligne la spécificité de l'utilisation française du mot qui désigne alors les gens appartenant à un même État même s'ils ne parlent pas la même langue.
En allemand, le terme est importé du latin et donc a longtemps été limité à un usage intellectuel et au XVIIIe siècle désigne un ensemble de personnes partageant les mêmes coutumes, mœurs et lois, ce qui ne correspond pas à une répartition géographique vu l'émiettement des communautés linguistiques, et autres, en Europe centrale à cette époque (c'est encore un peu le cas au début du XXIe siècle). En allemand, toujours au XVIIIe siècle, le terme désignant les peuples vivants sur le même territoire est Volk, mais des glissements de sens sont observés entre nation et Volk, et le terme nation désigne parfois des personnes de même condition sociale ou appartenant à une même association ou corporation.
Enfin, il est observé que le terme de nation a longtemps été évité dans les discours des présidents américains puisqu'il était chargé d'une idée d’État centralisateur et donc lourd de sens pour les États fédérés. Il lui était préféré les termes « peuple », « Union », « Confédération », « notre terre commune », etc.

## Dichotomie ethnique/civique
La chercheuse latino-américaine Mónica Quijada propose une explication à la dichotomie entre nation ethnique et nation civique. En effet, elle rappelle que, dans la considération de la nation ethnique, le sentiment national est antérieur au sentiment d'État-Nation. Au contraire, dans la conception de la nation civique, l'individu est perçu comme un membre individuel de la nation.
Pour certains pays, la distinction entre la nation au sens ethnique et au sens civique n’est -officiellement- pas nécessaire : ainsi pour la France, l'Allemagne ou le Japon (jusqu'en 1997, année où l'existence de la minorité ethnique Aïnous a été reconnue), la question de l'identité ethnique ne se pose pas. Ces pays se définissent comme étant un État-nation, étant entendu que « toute nation est par définition multiculturelle, le problème politique étant de savoir si la diversité culturelle, en termes de religion, de différences sociales, d'appartenance nationale, est susceptible d'être transcendée par un projet commun, ».
Cependant, le terme nation peut occasionner une ambiguïté lorsqu’il s’agit de pays tels que le Canada. Évoquer la dichotomie ethnique/civique (nation civique / nation ethnique) est susceptible de matérialiser, de donner un sens, de valoriser (non sans risque d'ailleurs) ce qui est d’une part la citoyenneté, et d’autre part l’ethnicité.

## Historiographie française du mot

### Avant leXVIIIesiècle
Avant le XVIIIe siècle, le terme « nation » est essentiellement utilisé dans un sens proche de l'étymologie latine « groupe humain de la même origine », où le mot origine ne doit pas être compris comme obligatoirement dans le sens de origine de naissance et souvent sans connotation politique développée. La politique était alors plus du ressort des rois, des princes et des religions que des sujets.
Saint Paul est appelé l'« apôtre des nations ». En effet, dans la Bible « Nation » désigne les peuples infidèles et idolâtres, par opposition aux chrétiens ou aux Juifs.
La faculté des arts de l'ancienne université de Paris, use du terme pour classer, suivant leur origine, les membres qui la composent. On distingue quatre nations : de France, de Picardie, de Normandie et de Germanie.
Plus tard, le « Collège des Quatre-Nations », qui correspond à l’actuel palais de l’Institut, est ainsi dénommé en hommage aux « nations » rattachées au royaume par les traités de Westphalie (1648) et des Pyrénées (1659) : Alsace, Artois, Pignerol, Roussillon (et Cerdagne).

### DuXVIIIesiècleà 1870
Durant cette période les mots nation et peuple ont des sens partisans vis-à-vis de la politique intérieure française : désignant la population revendiquant légitimement le pouvoir, les membres de ce peuple seront, suivant les opinions des historiens du moment, les membres de l'aristocratie ou ceux des roturiers (en particulier les bourgeois) ; en discutant respectivement de leur légitimité, de leurs origines, de leur histoire, voire de leur composition.

#### En France, jusqu'à la Révolution française
Au cours du XVIIIe siècle, le terme prend une connotation politique dominante.
Des historiens au service du Roi commencent à rapporter les hauts faits de la « nation française ». Surtout Henri de Boulainvilliers développe une histoire de la noblesse en affirmant qu'elle descend des Francs, peuple victorieux dans ses conquêtes, ce qui lui permet d'affirmer que « la noblesse est un privilège naturel et incommunicable d'autre manière que par la naissance » ; et Boulainvilliers critique Philippe le Bel  d'avoir anobli des roturiers, ce qui aurait corrompu la noblesse. À ses yeux la noblesse incarne la nation. Gabriel Bonnot de Mably critique radicalement ce point de vue en soutenant qu'après la conquête franque, les différents peuples soumis, en particulier les Gaulois, se sont peu à peu mêlés pour ne faire qu'un. C'est le début de l'opposition entre la conception aristocratique de la nation (que l'on appellerait aujourd'hui « ethnique », et sur le « droit du sang ») et la conception des philosophes des Lumières (plus « assimilationniste », avec les Gaulois comme ancêtres). Cette opposition est aussi fortement politique puisque la noblesse s'identifie à la nation, c'est-à-dire au pouvoir, alors que la bourgeoisie, à travers les philosophes, en identifiant l'ensemble de la population à la nation, affirme la légitimité de l'intervention des roturiers dans le débat politique.
La théorie des climats est parfois brandie pour expliquer le bienfondé du « droit du sol » (par l'abbé Dubos, entre autres). Jean-Jacques Rousseau met en avant l'unité du peuple à travers le contrat social que ses membres sont appelés à signer. Sous la plume de philosophes la Nation devient l'expression politique du peuple français. À la suite de la brochure « Qu'est-ce que le Tiers-État ? » de Emmanuel-Joseph Sieyès, la Révolution française officialisa ce sens en l'incluant notamment dans la déclaration des droits de l'homme et du citoyen de 1789. Cette version de la nation, devenue la version officielle, a été pour la bourgeoisie un moyen de justifier l'abolition des privilèges de l'aristocratie.

#### Émergence de l'idée denationen Allemagne, auXIXesiècle
En réaction à l'invasion des États allemands par les troupes de Napoléon Ier, et par opposition à la version française qui pouvait justifier l'assimilation des peuples germains à la nation française, des écrivains allemands développèrent des définitions des mots « peuple » et « nation » rejetant l'universalisme français. La définition allemande du peuple se base sur une unité de langue, de coutume, d'origine, etc : nul contrat collectif comme chez Rousseau, nul mélange des peuples d'origine, au contraire les origines sont exaltées. On dit aujourd'hui qu'il s'agit d'une définition « ethnique » du peuple (mot à peu près synonyme de nation) où l'État est vu avec méfiance comme un élément artificiel pouvant corrompre le naturel de la nation : l'organisation politique est plutôt envisagée dans de petites dimensions de telle sorte qu'il puisse y avoir une « présence physique du peuple », ce qui d'ailleurs est un point commun avec Rousseau. Il n'est pas question d'une suprématie d'une race sur une autre, mais plutôt de coexistence de peuples (ainsi définis) sans hiérarchie, bien que certains auteurs valorisent les races pures par rapport aux races mélangées.
Le romantisme allemand et la naissance des universités allemandes contribua à enrichir cette conception par de multiples travaux d'études dans diverses peuples européens et non européens (par Wilhelm von Humboldt notamment), par des travaux historiques, philologiques, etc. C'est dans cet esprit que naît en Allemagne la Volkskunde : science du peuple, début de l'ethnographie. Les études du droit valorisent les us-et-coutumes, et à l'État est opposé l'« esprit du peuple », identité collective inconsciente venue du fond des âges. Par la suite, certains auteurs valorisent au contraire l'État comme « donnant un corps à la communauté du peuple » et lui donnant « la capacité d'agir ».

#### Évolution de l'école française au début duXIXesiècle
Les deux conceptions du peuple et de la nation évoluent au cours du XIXe siècle, et s'influencent l'une l'autre ; en particulier vers 1830-1840 les historiens français apprécient ces méthodes de travail basées sur les études des témoignages, des archives. Augustin Thierry réhabilite l'explication des particularités historiques par la race plutôt que par le climat : à propos de l'Irlande par exemple il dit que « la persistance de deux nations ennemies sur le même sol [...] dérive[nt] comme d'un fond inépuisable de cette hostilité originelle : l'antipathie de race survivant à toutes les révolutions des mœurs, des lois et du langage, se perpétuant à travers les siècles [...] ». Cet historien reste préoccupé par la politique intérieure française dans son souci d'identifier la nation au Tiers-État durant la période de la seconde restauration, et acceptant l'origine franque de la noblesse, et l'origine gauloise du Tiers-État, il décrit la France comme « deux nations sur la même terre », ne nie pas la fusion progressive des différents peuples qui vivaient il y a « bien des siècles » et appelle les historiens à réconcilier les différentes parties de la nation en racontant la « véritable histoire de France » qui exalte son « héros » : « la nation tout entière; tous les aïeux [devant] y figurer tour à tour ».

#### Jules Michelet et le genre humain
Jules Michelet met plus de trente-cinq ans à écrire son Histoire de France, qu'il aurait pourtant conçue tout entière dans « un moment, l'éclair de juillet ». Son œuvre foisonnante est vue aujourd'hui comme un chef-d'œuvre d'anthropomorphisme et se trouve souvent caricaturée par sa propre phrase :

« L'Angleterre est un empire, l'Allemagne un pays, une race ; la France est une personne. »

Il tente une synthèse des différentes définitions de nation et de peuple : il admet l'existence de races, mais progressivement unifiées en un seul peuple au fil des siècles, bien que toujours marquées par des caractères décrits comme des stéréotypes ; les principaux processus historiques unifiant les différents peuples sont les guerres (« il en est des nations comme de l'individu, il connaît et distingue sa personnalité par la résistance de ce qui n'est pas elle, il connaît le moi par le non-moi. »), la « civilisation » vue comme une « victoire de soi sur soi » par le progrès et la « fusion intime des races » qui permet de vaincre les particularismes. Michelet n'a pas de tendance au passéisme : à ses yeux l'unification de la nation est un processus toujours en cours, le développement industriel contribue au progrès démocratique et les classes populaires sont le ferment de l'identité nationale. Il exalte le comportement révolutionnaire du peuple, et voit dans sa capacité à transformer les nationalités (races) en nation une mission historique de libération de l'humanité. De l'œuvre volumineuse de Michelet, chacun retient ce qui l'arrange : les uns le culte de la nation-personne (développé par Michelet sous la forme : l'esprit, la tête = Paris, les membres = les provinces) ; les autres la dimension sociale et la vision dynamique de l'identité nationale.

### De 1870 à la fin duXIXesiècle
Les notions de peuple et de nation cessent d'être un sujet de polémique entre Français. La nation allemande constituée et l'annexion de l'Alsace-Lorraine transformeront le plus grand nombre des intellectuels français, en particulier les historiens, en porte-parole de la communauté nationale. Les historiens français rejettent les anciennes querelles et se veulent des rassembleurs de tous les Français autour de la mémoire collective, leur passé, et des combattants face à l'adversaire allemand.
Fustel de Coulanges et Ernest Renan, par exemple, mettent en avant la thèse de la « volonté collective » pour s'opposer à la thèse des historiens allemands.
Dans Qu'est-ce qu'une nation ? (1882) Renan formule l'idée qu'une nation repose sur un passé commun et sur une volonté d'association :

« Ce qui constitue une nation, ce n'est pas de parler la même langue, ou d'appartenir à un groupe ethnographique commun, c'est d'avoir fait ensemble de grandes choses dans le passé et de vouloir en faire encore dans l'avenir… »

Une évolution similaire se fait jour chez les historiens allemands, avec par exemple Mommsen comme héraut. C'est cette crispation autour de ces définitions qui a justifié l'idée qu'il y avait une définition française et une définition allemande de la nation, bien distinctes et incompatibles.

#### Le rejet de l'universalisme
L'universalisme révolutionnaire, le peuple (au sens de classes populaires, ferment de la nation pour Michelet), le suffrage universel sont rejetés dans les discours comme responsables de la Commune et de la défaite de 1870. Le déterminisme historique, la continuité des traditions, la monarchie sont valorisés dans les écrits. Par exemple, Ernest Renan écrit que les classes populaires sont semblables à « des frelons impatronisés dans une ruche qu'ils n'ont pas construite » et que « l'âme d'une nation ne se conserve pas sans un collège officiellement chargé de le garder. Une dynastie est la meilleure solution pour cela ». La thèse de Taine des « caractères nationaux », version historisante de la race, gagne en prestige.

#### L'Alsace-Lorraine et la nation
L'Alsace-Lorraine est l'exercice de style obligatoire pour tous les historiens français et allemands de cette époque. Les historiens allemands (dont Mommsen) évoquent des données « objectives » pour justifier que ces territoires font partie de la nation allemande : l'unité de la langue, des coutumes, voire de la race. Les principaux arguments que les historiens français trouveront à opposer sont des arguments de démocratie, issus de la conception révolutionnaire, notamment l'idée du « droit des peuples à disposer d'eux-mêmes ». Ainsi, dans sa célèbre conférence de 1882, Ernest Renan, fraichement converti aux arguments démocratiques, écrit que la nation est « un plébiscite de tous les jours, comme l'existence de l'individu est une affirmation perpétuelle de la vie », et Fustel de Coulanges déclare que si l'Alsace est allemande de langue et de race, elle est française par le « sentiment de la patrie », et que depuis 1789 elle a suivi « toutes nos destinées, elle a vécu de notre vie ».
Si les historiens français opposent aux conceptions allemandes des contre-exemples tels que la Suisse et la Belgique qui dérogent à l'unité de langue et de coutume, les Allemands montrent que les thèses de la nation-personne et de la « volonté générale » impliquent l'oppression des minorités récalcitrantes.

#### Une fin de siècle pleine d'avenir
Dans cette polémique entre les historiens des deux pays où le terme nation sert à légitimer la revendication de l'Alsace-Lorraine, la nation est considérée comme un état acquis, une réalité constatée tournée vers le passé, et non plus comme un processus en cours. Il s'agit dès lors de déterminer la juste et rigoureuse (et pourquoi pas éternelle) définition de cet état de faits et de valoriser les liens avec les ancêtres (liens généalogiques et symboliques). Cette valorisation de nos filiations avec nos ancêtres a préparé des arguments au nationalisme et au racisme qui apparaissent sur la scène politique, aidés par la crise économique qui frappe le pays : ces courants de pensées présentent les Français comme la « race-résultat » d'un processus historique et biologique s'étalant sur dix siècles, et le thème « à bas les étrangers » apparaît dans les campagnes électorales, notamment du fait de Maurice Barrès.

### De la fin duXIXesiècleà 1945
La nation est un thème brandi par nombre de mouvements politiques et sous la plume de multiples auteurs (par exemple George Montandon) soit par esprit revanchard vis-à-vis de l'Allemagne, soit en se réclamant du nationalisme, voire du racisme, et ce jusqu'en 1945.
De nouvelles méthodes de travail universitaire s'imposent et modifient la manière d'appréhender le thème de la nation dans le monde intellectuel, en particulier en droit où s'élabore une définition technique de la nation ; en histoire s'impose une vision ethniste du peuple et de la nation.

#### Une approche juridique
Une définition juridique de la nation s'ébauche, notamment sous la plume d'Adhémar Esmein qui écrit « l'État est la personnification juridique d'une nation ; c'est le sujet et le support de l'autorité publique », puis, entre autres, avec Carré de Malberg qui voit dans la nation une « collectivité invisible de citoyens » ; « un corps intemporel qui survit à la succession des générations ». Cette approche sera confortée par la création de la Société des Nations en 1919 et par le développement du droit international.

#### Une nouvelle objectivité... patriotique
Il émerge à partir des dernières années du XIXe siècle une vague d'historiens issus du moule universitaire qui s'est lentement mise en place dans le dernier tiers du siècle. Ces universitaires forment des pôles d'études diversifiées et spécialisées, se soumettent à des normes professionnelles, des méthodes de travail et d'archivage, et en viennent à critiquer le « dilettantisme » des générations précédentes. Ils resteront toutefois dans une posture de glorification de la patrie française et en opposition complète avec la pensée allemande.
Les historiens, travaillant de manière collective et en collectant les informations et analyses de chacun suivant sa spécialité, œuvrent à réécrire l'histoire de la France dans un souci d'« objectivité » en suivant la « méthode historique » : ils ne cherchent pas à définir la nation, mais à « consolider la mémoire nationale ». Ainsi, Ernest Lavisse publie-t-il son Histoire de France entre 1901 et 1914. Cette publication arrête sa chronologie au règne de Louis XIV en se voulant consensuelle (entre Français) et au service de la patrie, en confondant souvent le « point de vue national » et le « point de vue universel ».

#### La géographie comme identité de la France
Le premier tome du Lavisse commence par un exposé de la géographie de la France, disant « la France est là dès le départ, avant l'histoire, dans ses contours, son territoire, son caractère ». C'est là une illustration d'une vision statique de l'identité de la France, qui se poursuit dans des considérations sur la persistance du « tempérament national » malgré les bouleversements dus à l'industrialisation et à l'urbanisme, ajoutant que « l'homme a été chez nous le disciple longtemps fidèle au sol. L'étude du sol contribuera à nous éclairer sur le caractère des mœurs et les tendances des habitants ».
Vers 1913, André Siegfried, historien et sociologue, pionnier de la sociologie électorale, propose ainsi des explications sur le vote des électeurs dans l'ouest de la France par des considérations sur « l'enracinement » et cherche à « deviner par là les tempéraments politiques divers des races et des classes », disant que « quand on en a découvert la clef, l'évolution du passé s'éclaire en même temps que, dans une certaine mesure, le lendemain se laisse pressentir ». Vers 1921, Arnold van Gennep définit la nationalité comme « la conscience d'une permanence autour d'un noyau d'origine ». Vers 1937, Maurice Halbwachs affirme la persistance de « traits d'origine » venant des « êtres collectifs » des différentes populations des régions françaises.

#### L'identité française serait figée
Ces visions de l'identité française, à l'opposé de celle de Michelet qui voyait la nation comme une permanente dialectique des différences vers un avenir commun, figent ainsi les « ethnies » qui composent la nation et amènent Siegfried, par exemple, à dire qu'en « politique, les Normands ne sont pas Français » (1913) et plus tard que l'assimilation des Slaves et des Méditerranéens est difficile du fait de « la résistance instinctive de civilisations trop différentes, notamment en ce qui concerne la conception même de l'individu, de la famille ou du clan » (1946). Ces thèses alimenteront celles considérant que les immigrés font peser une menace sur l'identité française.

### De 1945 aux années 1980
Aux lendemains de la Seconde Guerre mondiale, le thème de la nation évoque souvent le nationalisme et rappelle le fascisme et le nazisme, et est touché d'un certain discrédit aux yeux des historiens. À part quelques publications isolées sur ce thème (la fin de la publication du Lavisse, Raymond Aron en 1962, etc.), le sujet n'est plus abordé, sauf s'il concerne les revendications nationalistes dans les colonies ou les mouvements régionalistes (et dans ces cas, le sujet est encore traité de manière polémique). Les thèmes d'études qui en sont les plus proches sont interdisciplinaires et souvent dictés par une vision marxiste de la société : transnationaux, ils parlent d'économie, des classes sociales...

### Les années 1980 et 1990
Dans les années 1980, le thème de la nation retrouve une certaine légitimité : les causes en sont peut-être la construction du marché de l'Europe, la vigueur retrouvée de partis nationalistes, de partis d'extrême-droite européens et l'éclatement de l'Union des républiques socialistes soviétiques. Dans les études socio-historiques qui se développent alors, les nations étudiées sont les États-nations, et la recherche essaie de cerner les intérêts et conflits sociaux, ainsi que les moyens mis en œuvre dans l'élaboration de la nation et son appartenance ou non comme entités naturelles à l'individu. Dans certaines de ces études, l'État et les échanges économiques sont désignés comme des éléments décisifs dans la construction du sentiment identitaire des individus. Ces études tendent à se mettre dans une perspective comparatiste par l'intervention de chercheurs de nationalités différentes. D'origines diverses, on trouve, dans ce mouvement de pensées, Eric Hobsbawm, Norbert Élias, Benedict Anderson, Ernest Gellner, etc. En France, on retrouve sur ce terrain Pierre Bourdieu, Jean-Loup Amselle, Dominique Schnapper, Gérard Noiriel, etc. En 1990, Edgar Morin, constatait que la « théorie générale de la nation reste à écrire ».
Dans les années 1990, est apparu le néologique nationisme pour marquer une distance avec le concept politique de nation, et surtout de sa pathologie, le nationalisme. Divers penseurs issus de disciplines, pays, ou itinéraires philosophiques différents, l'utilisent pour désigner une approche anthropologique, et apaisée, du fait national : la nation est comprise comme étant une réalité culturelle et sociologique universelle, un mode d’organisation économique, social, politique.[réf. nécessaire] Pierre-André Taguieff l'avait proposé dès 2003, il est aussi utilisé par Emmanuel Todd, Régis Debray, Hubert de Champris, Alain Finkielkraut, Pierre Manent, Marc Chevier, Henri Temple,,.
Dans les années 1980 et 1990, de grands phénomènes mondiaux amènent des changements sur la conception de la nation, soit la globalisation et la chute de l'Union soviétique. De plus en plus de spécialistes en sciences sociales affirment que le concept de la nation est appelé à disparaitre, pour laisser place à celui du transnationalisme. Sur ce point, Giordano dit qu'une des caractéristiques principales de ce phénomène est que les individus, voire les groupes, arrivent facilement à la fois à se rattacher à une identité culturelle et à franchir une frontière nationale, de manière nomade (bien que cela ne soit vrai pour des groupes sociaux défavorisés). Zygmunt Bauman ajoute, pour clarifier cette idée du transnationalisme, que les sociétés deviennent plus fluides, voire se liquéfient.

### AuXXIesiècle
Cette conception du transnationalisme est défiée durant les années 2000 et 2010 par un balancement vers son opposition. Cette période est plutôt marquée par un renouveau de l'idée de la nation, en raison de deux phénomènes rapportés par Giordano, soit la montée des mouvements régionalistes et celle du populisme nationaliste.
Fin 2018, un ouvrage collectif publié sous la direction d'Éric Anceau et Henri Temple aboutit à la conclusion unanime des 12 auteurs, que « les nations sont des rocs ». Le transnationalisme n'est pas l'apanage de l'Europe moderne : il a toujours existé comme phénomène culturel ou psychologique. Le transnationalisme n'implique pas, bien au contraire, le supra ou le post nationalisme qui veulent faire disparaître la riche diversité créative des nations. Cet ouvrage insiste sur les dimensions géographiques,historiques, économiques, psychosociologiques, juridiques, politistes et rationalistes de la réalité des nations et sur l'adhésion par la personne à sa nation.
En 2024, Henri Temple développe, l'idée de Nationisme en une somme de 470 pages, la première étude sur ce concept moderne, proposé par Pierre-André Taguieff puis esquissé par Emmanuel Todd. Ce concept est présenté comme une alternative rationnelle, démocratique et efficace, tant aux nationalismes et impérialismes agressifs qu'à un euro-mondialisme oppressif et dévastateur.

#### Anthropologie
- Clan, Tribu, Ethnie, Peuple, Peuple autochtone
- Ethnocentrisme, Ethnonyme (Exonymie, Endonymie, Autoethnonyme)
- Ethnogenèse, Ethnohistoire
- Anthropologie, Anthropologie sociale et culturelle, Anthropologie politique, Anthropologie juridique

#### Sociologie
- Sociologie historique du politique

#### Amérindiens
- Premières Nations, Histoire des Premières Nations
- Autochtones du Canada
- Liste des Premières Nations du Canada

#### Auteurs
- Laure Lévêque